# 景灵宫遗址
景灵宫遗址，位于山东省曲阜市书院街道，位于少昊陵南侧。少昊陵及景灵宫遗址是宋代以来纪念“三皇五帝”黄帝、少昊的重要场所。

## 结构
景灵宫遗址位于少昊陵南侧，东西宽196米，南北长318米，面积约4万平方米。地表现存宋、元石刻及大量建筑构件。

## 历史
景灵宫遗址始建于北宋大中祥符五年（1012年），北宋至元代屡毁屡修，元末毁于战乱。后景灵宫碑仅残存巨碑二通，文化大革命时期遭到破坏：东面的一碑被毁成百余块，散卧于池内，龟跌碎裂于现碑东处，而西碑碑身被毁成两段，碑首被毁成三块，仅存两块，龟跌久佚。
1985年景灵宫遗址被公布为济宁市文物保护单位，1990年代初景灵宫碑修复重立。2013年，列入第四批山东省文物保护单位。2019年10月7日公布为第八批全国重点文物保护单位。